# Championnat d'Écosse de football de deuxième division 2009-2010
Navigation
Édition précédente Édition suivante
Le Championnat d'Écosse de football de D2 2009-2010 (ou Irn-Bru Scottish Football League First Division pour des raisons de parrainage), est la 104e édition du championnat d'Écosse de football D2. 
Cette épreuve regroupe 10 équipes qui s'affrontent quatre fois, sur un total de 36 journées. Le champion est promu en Scottish Premier League, s'il peut satisfaire aux règles concernant son stade (au moins 6 000 places assises). À l'inverse, le dernier du classement est relégué en Second Division et l'avant-dernier est barragiste.

## Classement
Le classement est établi sur le barème de points classique (victoire à 3 points, match nul à 1, défaite à 0). Les clubs sont départagés en fonction des critères suivants :
1. Plus grande « différence de buts générale »
2. Plus grand nombre de buts marqués

| Rang | Équipe                           | Pts | J  | G  | N  | P  | Bp | Bc | Diff |
| ---- | -------------------------------- | --- | -- | -- | -- | -- | -- | -- | ---- |
| 1    | Inverness Caledonian Thistle     | 73  | 36 | 21 | 10 | 5  | 72 | 32 | +40  |
| 2    | Dundee Football Club             | 61  | 36 | 16 | 13 | 7  | 48 | 34 | +14  |
| 3    | Dunfermline Athletic             | 58  | 36 | 17 | 7  | 12 | 54 | 44 | +10  |
| 4    | Queen of the South Football Club | 56  | 36 | 15 | 11 | 10 | 53 | 40 | +13  |
| 5    | Ross County Football Club        | 56  | 36 | 15 | 11 | 10 | 46 | 44 | +2   |
| 6    | Partick Thistle Football Club    | 48  | 36 | 14 | 6  | 16 | 43 | 40 | +3   |
| 7    | Raith Rovers Football Club       | 42  | 36 | 11 | 9  | 16 | 36 | 47 | -11  |
| 8    | Greenock Morton Football Club    | 37  | 36 | 11 | 4  | 21 | 40 | 65 | -25  |
| 9    | Airdrie United                   | 33  | 36 | 8  | 9  | 19 | 41 | 56 | -15  |
| 10   | Ayr United Football Club         | 31  | 36 | 7  | 10 | 19 | 29 | 60 | -31  |

- Promu en Scottish Premier League
- Relégation en Scottish Second Division
- Barrage de relégation